# جائزة ألمانيا الكبرى للدراجات النارية 2012
جائزة ألمانيا الكبرى للدراجات النارية 2012 هو سباق دراجات نارية أقيم بتاريخ 8 يوليو 2012. كان الجولة الثامنة من أصل 18 في سباق الجائزة الكبرى للدراجات النارية موسم 2012. فاز الإسباني داني بيدروسا بفئة الموتو جي بي بينما جاء الإسباني خورخي لورنزو في المركز الثاني. فاز بفئة الموتو 2 الإسباني مارك ماركيث.

## وصلات خارجية
- الموقع الرسمي